# Yorkshire Evening Post

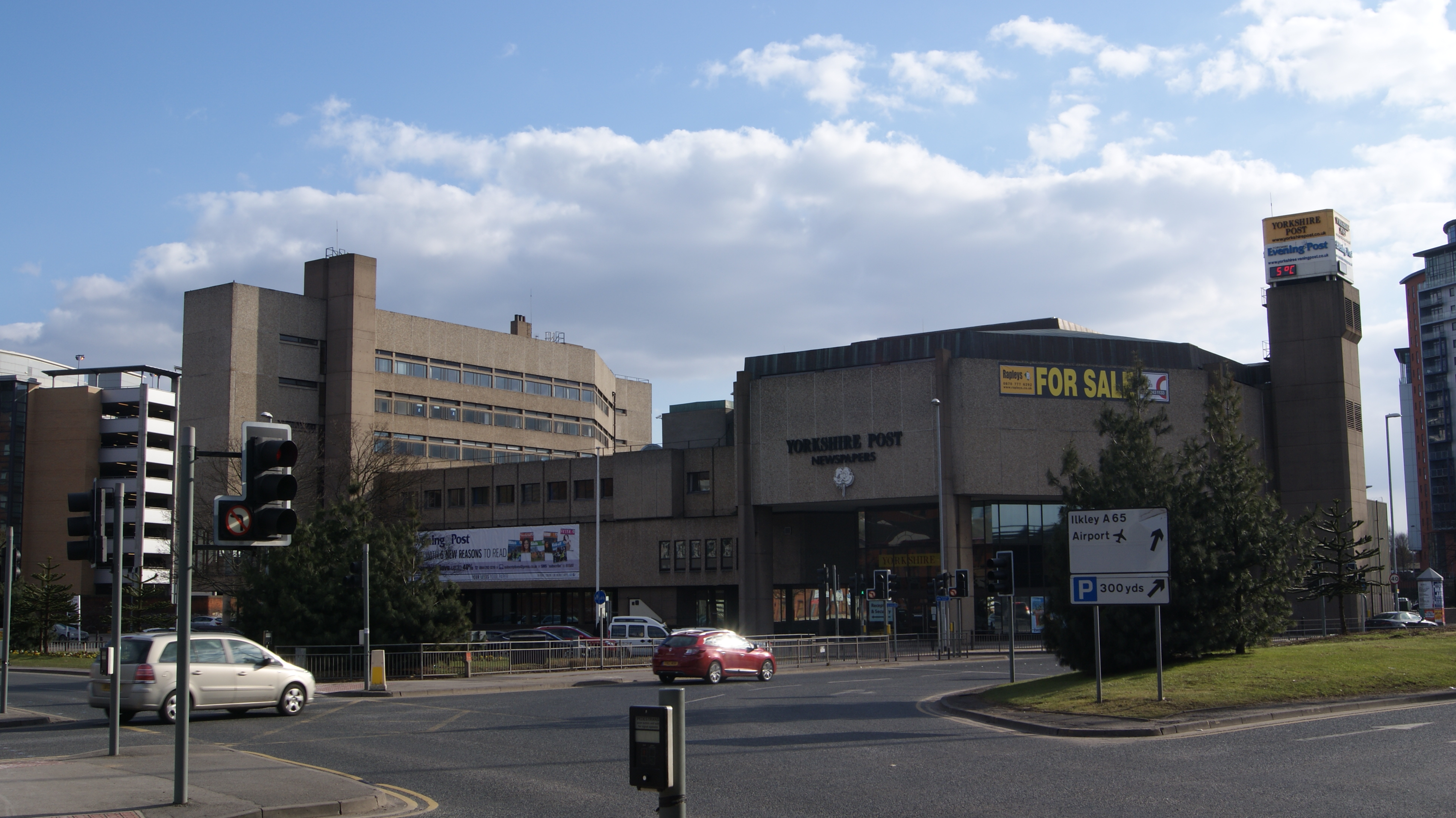
Tidigare huvudkontor, rivet mellan 2014 och 2017

Yorkshire Evening Post (ofta förkortad till YEP) är en kvällstidning utgiven i Leeds i Storbritannien grundad 1890. Tidningen som ägs av Johnston Press plc kommer ut på morgonen och är liberal. 

## Trivia
Mark Knopfler arbetade som redaktör på tidningen.